# Tim Cain
Timothy Cain é um desenvolvedor de videogames norte-americano e YouTuber mais conhecido como criador, produtor, programador líder e um dos principais designers do videogame Fallout de 1997. Em 2009, ele foi escolhido pela IGN como um dos 100 melhores criadores de jogos de todos os tempos.

## Infância, família e educação
Cain frequentou a faculdade na Universidade da Virgínia, seguida pela pós-graduação na Califórnia. Durante esse tempo, ele ajudou um amigo, programando um jogo de cartas, Grand Slam Bridge, para a CYBRON Corporation, que foi lançado em 1986. Em 1989, ele recebeu um mestrado em Ciência da Computação na Universidade da Califórnia em Irvine.

## Carreira

### Interplay Entertainment
Cain começou a trabalhar na Interplay em 1991. Por alguns meses em 1994, ele serviu como o único funcionário trabalhando em um jogo que mais tarde se tornaria o RPG eletrônico pós-apocalíptico Fallout.  Ele expôs o conceito básico baseado no sistema GURPS e começou a programar o motor de jogo isométrico. Ele assumiu o papel de produtor de Thomas R. Decker, que teve que supervisionar vários outros projetos na época. Com um ciclo de desenvolvimento de três anos e meio, Fallout foi lançado em 1997. Durante esse tempo, ele também foi consultor de programação em Stonekeep (1995) e ajudou na codificação de Star Trek: Starfleet Academy (1997).
Em uma entrevista, ele criticou a maior influência do departamento de vendas/marketing durante o desenvolvimento de Fallout 2, dizendo: "Estávamos perdendo parte do jogo para um grupo maior que tinha planos maiores para ele". Cain corroborou ainda em maio de 2023 que deixou a empresa amargurado depois de ser forçado a trabalhar em Fallout 2 e não recebeu o pagamento de bônus acordado após a conclusão do primeiro jogo.

### Troika Games

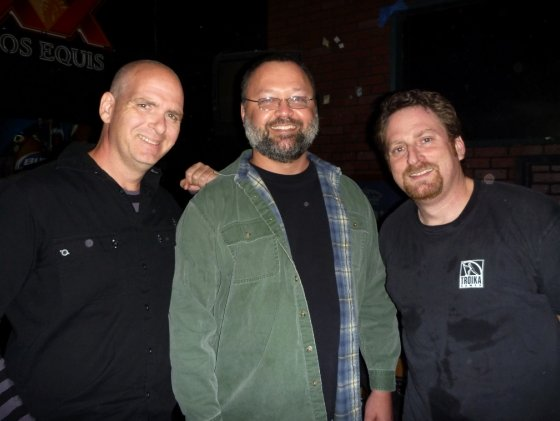
Tim Cain (meio) com os outros dois co-fundadores da Troika Games, Jason Anderson (à esquerda) e Leonard Boyarsky (à direita).

Cain foi um dos fundadores da Troika Games em 1998.  Seu próximo jogo o reuniu com Thomas R. Decker, o produtor original de Fallout. Como líder de projeto e designer-chefe, ele produziu em 20 meses o jogo de Dungeons & Dragons, The Temple of Elemental Evil, para a marca Atari em 2003. Embora adorasse fazer o jogo, ficou desapontado por não ter resultado como ele queria.
Depois que a Bethesda Game Studios garantiu a licença Fallout da Interplay Entertainment em 2004, Cain expressou decepção:

Eu esperava que a Troika obtivesse a licença, mas fomos massivamente superados. Mas no final, eles fizeram um bom jogo.
Cain teve reações mistas a Fallout 3, elogiando a compreensão da Bethesda sobre a tradição de Fallout, bem como a adaptação do sistema "S.P.E.C.I.A.L." em um videogame de RPG de tiro em primeira pessoa (FPS-RPG), mas ele criticou o humor e a reciclagem de muitos elementos da história dos jogos anteriores de Fallout.
Ele ajudou a programar o último jogo da Troika, Vampire: The Masquerade – Bloodlines, um RPG de terror para a Activision em 2004. Ele também trabalhou em um RPG pós-apocalíptico para o qual não conseguiu convencer nenhuma produtora a financiar. Como consequência, ele teve que demitir a maioria dos funcionários no final de 2004 e fechou o Troika Games em fevereiro de 2005.

### Carbine Studios
Cain se juntou à Carbine Studios quando ela foi formada em 2005 como seu diretor de programação trabalhando em um jogo MMO de fantasia para a NCSoft. Ele foi promovido a diretor de design em 7 de outubro de 2008. Cain deixou o Carbine Studios em julho de 2011.

### Obsidian Entertainment
Em 2011, Tim Cain ingressou na Obsidian Entertainment como programador sênior. Ele trabalhou em Pillars of Eternity, que foi financiado pelo Kickstarter. Ele também foi co-diretor de The Outer Worlds. Desde junho de 2020, Cain não é mais empregado pela Obsidian como funcionário em tempo integral, mas ainda trabalha para eles na sequência de The Outer Worlds, bem como para duas outras empresas por contrato.

## Vida pessoal
Cain é afetado pelo daltonismo hereditário, afirmando em uma entrevista ao Gamasutra que ele "[agora] pode ver menos da metade do espectro de cores". Ele gosta de cozinhar, principalmente da culinária japonesa e chinesa, e seus pratos favoritos são arroz frito com frango com alho e karaage de frango. Cain se assumiu gay no início dos anos 2000, depois de esconder sua sexualidade durante grande parte do início de sua carreira. Ele se casou com seu marido Robert Land em 14 de julho de 2011.

## Jogos
| Ano  | Título                                          | Função(ões)                                    |
| ---- | ----------------------------------------------- | ---------------------------------------------- |
| 1986 | Grand Slam Bridge                               | Programador                                    |
| 1991 | The Bard's Tale Construction Set                | Designer, programador                          |
| 1993 | Rags to Riches: The Financial Market Simulation | Programador, design adicional                  |
| 1995 | Stonekeep                                       | Consultor de programação                       |
| 1997 | Star Trek: Starfleet Academy                    | Programador                                    |
| 1997 | Fallout                                         | Criador, produtor, designer, programador líder |
| 1998 | Fallout 2                                       | Designer, programação adicional                |
| 2001 | Arcanum: Of Steamworks and Magick Obscura       | Líder de projeto, programador líder            |
| 2003 | The Temple of Elemental Evil                    | Líder de projeto, designer-chefe               |
| 2004 | Vampire: The Masquerade - Bloodlines            | Programador                                    |
| 2014 | South Park: The Stick of Truth                  | Programador                                    |
| 2014 | WildStar                                        | Design adicional, programação adicional        |
| 2015 | Pillars of Eternity                             | Programador, design adicional                  |
| 2016 | Tyranny                                         | Programador                                    |
| 2019 | The Outer Worlds                                | Diretor                                        |
| 2025 | The Outer Worlds 2                              | Consultor criativo                             |